# Mari Yamamoto
Mari Yamamoto (山本真理 Yamamoto, Mari?) (Tokio, 4 de febrero de 1986) es una actriz japonesa-británica, más destacada por sus trabajos en televisión, conocida por interpretar a Hana en la serie Pachinko (2022), y a Kanako en la cinta Kate (2021).

## Inicios
Nació en Japón y creció en Londres y Tokio. Es licenciada en Relaciones Internacionales por la UCI (Tokio) y estudió interpretación en el Lee Strasberg Theatre and Film Institute de Nueva York durante dos años. Fue miembro de The Bats en el The Flea Theater de Tribeca, Nueva York durante varios años, actuando en varios espectáculos fuera de Broadway. Trabajó a nivel internacional, apareciendo en películas realizadas en Estados Unidos, Grecia, Singapur, Japón y la República Checa. Habla japonés, inglés y alemán intermedio.

## Actuación
Comenzó su carrera en 2011 en Londres actuando para papeles pequeños en variedad de cortometrajes como Loveheist, The Wreck, Coin Lunch, entre otros. También ha aparecido en series de televisión y películas entre las que destacan Jake and Amir (2011), Surfer's Paradise (2019) y Pachinko(2022). 
En Japón ha participado en la película Sayônara (2015) y Jimami Tofu (2017) como Yuki, en Estados Unidos apareció en la cinta Kate (2021) como Kanako, Allure (2014) como Hana, Bourek (2015) como Fujiko. En Grecia participó en la cinta Not to Be Unpleasant, But We Need to Have a Serious Talk (2019) como Yuki. 
Fuera de la actuación, trabajó en el departamento de continuidad para la serie Tokyo Vice de 2022. En ese mismo año se anunció su incorporación a la próxima serie del MonsterVerse titulada Godzilla and Titans en un papel no revelado.